# 143
| [ Edytuj tabelę ] |                          |
| Cesarz Chin       | - 125 Han Shundi 144     |
| Władca Korei      | - 53 T’aejodae 146       |
| Papież            | - 140 Pius I 155         |
| Król Partów       | - 105 Wologazes III 147  |
| Cesarz Rzymu      | - 138 Antoninus Pius 161 |

Rok 143 / CXLIII
stulecia: I wiek ~
II wiek ~
III wiek

lata: 133 «
138 «
139 «
140 «
141 «
142 «
143
» 144
» 145
» 146
» 147
» 148
» 153

## Wydarzenia
- Rewolta celtyckiego ludu Brygantów w Brytanii została zdławiona przez Quintusa Lolliusa Urbicusa[1].
- Rzymski lekarz Antyllus przeprowadza pierwszy zabieg arteriotomii (nacięcia tętnicy)[2]

## Zmarli
- Cui Yuan – chiński oficer, matematyk, pisarz i poeta